# Seiko Okamoto
Seiko Okamoto (jap. 岡本聖子 Okamoto Seiko; ur. 14 marca 1978) – japońska tenisistka.
Tenisistka odnosząca sukcesy przede wszystkim w turniejach rangi ITF i to szczególnie w grze deblowej. Pierwszy zawodowy mecz rozegrała we wrześniu 1996 roku w Albenie w Bułgarii. Wzięła tam udział w kwalifikacjach do turnieju ITF i po trzysetowym meczu przegrała z reprezentantką gospodarzy, Radoslavą Topalovą. W tym samym miesiącu zagrała jeszcze w kwalifikacjach do podobnego turnieju w Cluj, ale nie przeszła kwalifikacji. Wystąpiła jednak w turnieju głównym jako "lucky loser" (szczęśliwy przegrany). Zagrała tam tylko jedną rundę ale był to jej pierwszy mecz w karierze w fazie głównej turnieju. W 1997 roku, dzięki dzikiej karcie, zagrała na turnieju w Kugayamie, w którym doszła do ćwierćfinału. W następnym roku osiągnęła sześć półfinałów i jeden finał ITF w grze podwójnej a także, po raz pierwszy, zagrała w kwalifikacjach do turnieju WTA w Tokio, odpadła jednak w drugiej rundzie. W 1999 roku wygrała swoje pierwsze dwa turnieje ITF w grze deblowej. W sumie w karierze wygrała dwa turnieje singlowe i piętnaście deblowych rangi ITF.
W 2002 roku udanie przeszła kwalifikacje do turnieju WTA w Tokio i po raz pierwszy w karierze zagrała w fazie głównej turnieju. Przegrała w pierwszym meczu z Martą Marrero. W następnych latach występowała jeszcze wielokrotnie w fazie głównej podobnych turniejów ale nigdy nie udało jej się awansować do drugiej rundy. Największy sukces w rozgrywkach WTA osiągnęła w 2004 roku, wygrywając turniej Moorilla Hobart International w grze deblowej (w parze z rodaczką Shinobu Asagoe) w Hobart na Tasmanii. Było to niemałą sensacją, ponieważ w finale pokonały tenisistki rozstawione z nr 1 w tym turnieju, Els Callens i Barbarę Schett. W 2005 roku wystąpiła w kwalifikacjach do dwóch turniejów wielkoszlemowych, w Wimbledonie i US Open. W obu przypadkach nie przeszła jednak kwalifikacji. Dwukrotnie, dzięki dzikiej karcie, wystąpiła za to w fazie głównej turnieju Australian Open (2004 i 2005) w grze deblowej ale swój udział zakończyła na pierwszej rundzie.

## Finały turniejów WTA
| Legenda                | Legenda |
| ---------------------- | ------- |
| Wielki Szlem           |         |
| Igrzyska olimpijskie   |         |
| WTA Tour Championships |         |
| 1988 – 2008            |         |
| Kategoria I            |         |
| Kategoria II           |         |
| Kategoria III          |         |
| Kategoria IV           |         |
| Kategoria V            |         |

### Gra podwójna
| Końcowy wynik | Nr | Data             | Turniej | Nawierzchnia | Partnerka      | Przeciwniczki              | Wynik finału  |
| ------------- | -- | ---------------- | ------- | ------------ | -------------- | -------------------------- | ------------- |
| Zwyciężczyni  | 1. | 11 stycznia 2004 | Hobart  | Twarda       | Shinobu Asagoe | Els Callens Barbara Schett | 2:6, 6:4, 6:3 |

## Wygrane turnieje rangi ITF
| turnieje z pulą nagród 100 000 $ |
| turnieje z pulą nagród 75 000 $  |
| turnieje z pulą nagród 50 000 $  |
| turnieje z pulą nagród 25 000 $  |
| turnieje z pulą nagród 15 000 $  |
| turnieje z pulą nagród 10 000 $  |

### Gra pojedyncza
|    | Data       | Turniej     | Kat. | ($)    | Naw.     | Finalistka    | Wynik              |
| 1. | 26/11/2000 | Kōfu        | ITF  | 10 000 | dywanowa | Keiko Taguchi | 4:1, 1:4, 4:1, 5:3 |
| 2. | 15/04/2007 | Ho Chi Minh | ITF  | 25 000 | twarda   | Erika Takao   | 6:1, 6:2           |